# Eulaliopsis
Eulaliopsis és un gènere de plantes de la família de les poàcies, ordre de les poals, subclasse de les commelínides, classe de les liliòpsides, divisió dels magnoliofitins.

## Taxonomia
- Eulaliopsis angustifolia (Trin.) Honda
- Eulaliopsis binata (Retz.) C.E. Hubb.
- Eulaliopsis duthiei Sur
- Eulaliopsis sykesii Bor